# Distretto di Lat Bua Luang
Il distretto di Lat Bua Luang (in thailandese: ลาดบัวหลวง) è un distretto (amphoe) della Thailandia, situato nella provincia di Ayutthaya.